# Polymita
Polymita es un género con dos especies de plantas suculentas perteneciente a la familia Aizoaceae.

## Especies
- Polymita albiflora
- Polymita steenbokensis